# NGC 4924
NGC 4924 је спирална галаксија у сазвежђу Девица која се налази на NGC листи објеката дубоког неба.
Деклинација објекта је - 14° 58' 9" а ректасцензија 13h 2m 12,9s. Привидна величина (магнитуда) објекта NGC 4924 износи 12,8 а фотографска магнитуда 13,7. NGC 4924 је још познат и под ознакама MCG -2-33-96, IRAS 12595-1442, PGC 44977.